# Grzegorz Pietrzyński
Grzegorz Pietrzyński (ur. 1971) – polski astronom, profesor nauk fizycznych, laureat Nagrody Fundacji na rzecz Nauki Polskiej za rok 2021 za precyzyjne wyznaczenie odległości do Wielkiego Obłoku Magellana.

## Życiorys
W 2006 roku przedstawił rozprawę habilitacyjną nt.: „Projekt Araucaria – poprawa kalibracji skali odległości we Wszechświecie na podstawie obserwacji świec standardowych w pobliskich galaktykach”. 19 lutego 2014 otrzymał tytuł naukowy profesora nauk fizycznych. Zatrudniony w Obserwatorium Astronomicznym Uniwersytetu Warszawskiego w Warszawie. Interesuje się głównie kosmologią. Bierze udział w projekcie OGLE.
Wraz z dr. hab. Igorem Soszyńskim otrzymał w 2011 Nagrodę im. Mariana Mięsowicza.

## Niektóre publikacje naukowe
- 2007, The Optical Gravitational Lensing Experiment. Period-Luminosity Relations of Variable Red Giant Stars, Acta Astron., 57, 201, 2007, Grzegorz Pietrzyński, Michał Krzysztof Szymański, Marcin Antoni Kubiak, Andrzej Udalski, Wojciech Andrzej Dziembowski, Igor Soszyński, Olaf Szewczyk, Wyrzykowski L., Ulaczyk K.

## Wybrane zewnętrzne
- Strona Obserwatorium Astronomicznego Uniwersytetu Warszawskiego